# Kävlinge (plaats)
Kävlinge is de hoofdplaats van de gelijknamige gemeente Kävlinge in Skåne de zuidelijkste provincie van Zweden. De plaats heeft 8550 inwoners (2005) en een oppervlakte van 456 hectare.
In 1996 ontspoorde er een trein met een grote voorraad ammoniak aan boord in de plaats. Circa 9000 mensen moesten worden gevacueerd deze evacuatie staat bekend als de grootste evacuatie in Zwedens moderne historie.

## Verkeer en vervoer
Bij de plaats lopen de Länsväg 104 en Länsväg 108.
De plaats ligt met een station aan de spoorlijnen Göteborg - Malmö, Malmö - Billesholm en de goederenlijn Ängelholm - Arlöv.